# Léon d'Ursel
Pour les autres membres de la famille, voir Maison d'Ursel.
Le duc Léon d'Ursel, né le 4 octobre 1805 à Hingene et mort le 7 mars 1878 à Bruxelles, est un homme politique belge.

## Biographie
Charles Marie Léon d'Ursel est le fils de Charles-Joseph d'Ursel, le gendre d'Eugène d'Harcourt, le père de Joseph d'Ursel et le beau-père de Juste de Croÿ-Solre et de Robert de Bourbon Busset. Il est le père de Maria Joséphine Madeleine d'Ursel qui a épousé Juste de Croÿ-Solre. Il était marié à la duchesse d'Harcourt.

## Fonctions et mandats
- Bourgmestre de Hingene : 1860-1878
- Membre du Sénat belge : 1862-1878